# دونكان راي
دونكان راي (بالإنجليزية: Duncan Rae)‏ هو دبلوماسي وسياسي نيوزلندي، ولد في 2 يونيو 1888، وتوفي في 3 فبراير 1964. انتخب عضو مجلس النواب النيوزيلندي.